# Smal frölöpare
Smal frölöpare (Harpalus anxius) är en skalbaggsart som först beskrevs av Caspar Erasmus Duftschmid 1812.  Smal frölöpare ingår i släktet Harpalus, och familjen jordlöpare. Enligt den finländska rödlistan är arten nationellt utdöd i Finland. Enligt den svenska rödlistan är arten nära hotad i Sverige. Arten förekommer i Götaland, Gotland och Öland. Arten har tidigare förekommit i Svealand men är numera lokalt utdöd. Artens livsmiljö är torra gräsmarker.